# Býkev
Býkev (en allemand : Bejkew) est une commune du district de Mělník, dans la région de Bohême-Centrale, en Tchéquie. Sa population s'élevait à 479 habitants en 2020.

## Géographie
Býkev se trouve à 5 km à l'ouest de Mělník et à 31 km au nord de Prague.
La commune de Bykev est limitée par Cítov au nord-ouest, par Dolní Beřkovice au nord, par Hořín à l'est et au sud, et par Lužec nad Vltavou au sud.

## Histoire
La première mention écrite de la localité date de 1392.

## Administration
La commune se compose de deux quartiers :
- Býkev
- Jenišovice